# Kwale (Kenia)

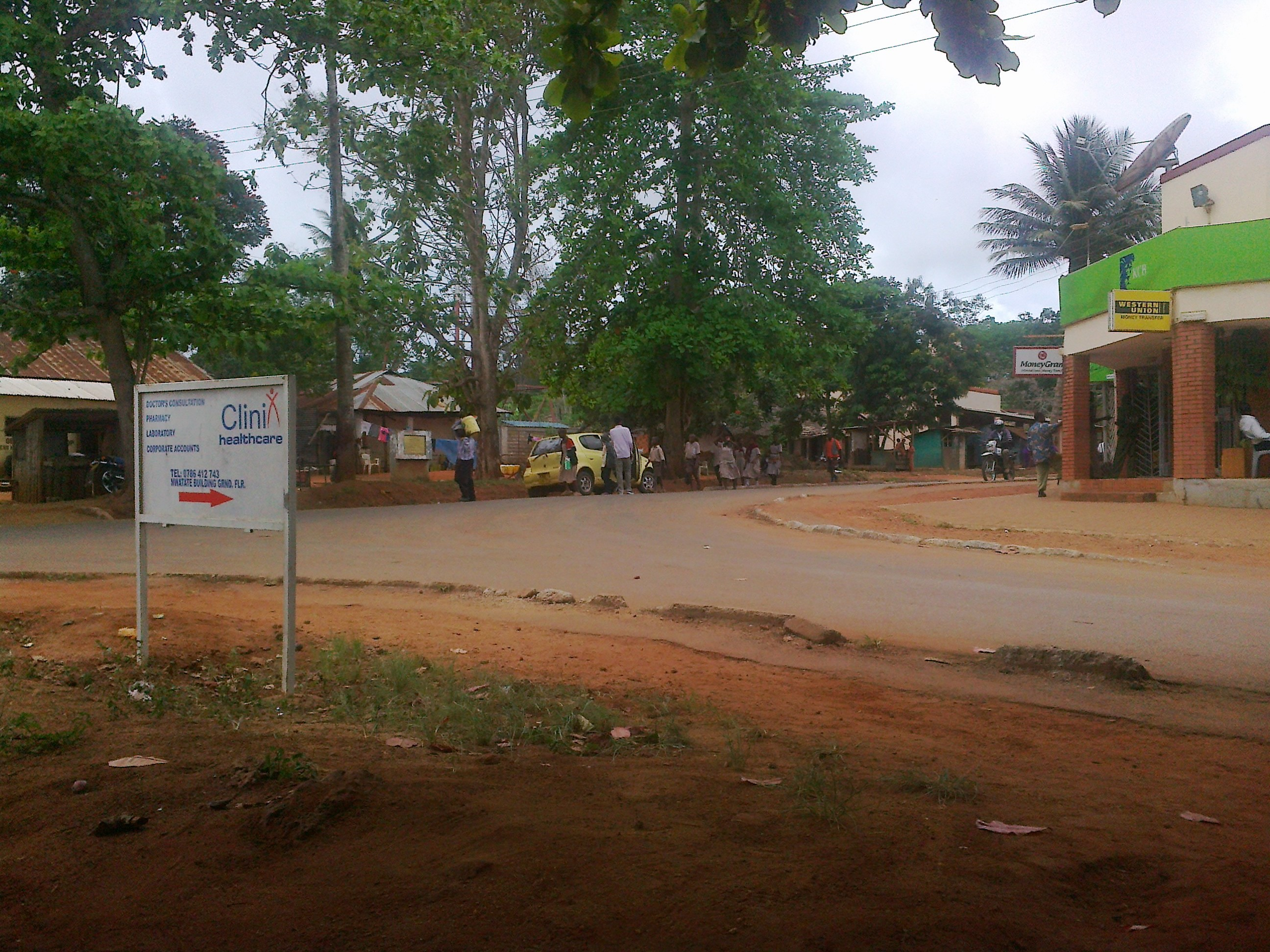
Hauptstraße in Kwale

Kwale ist eine kleine Stadt in Kenia und Hauptstadt des  gleichnamigen Countys. Sie liegt etwa 30 km südwestlich von Mombasa. Der Ort hat 4200 Einwohner (Stand 1999).
Bei Kwale fand sich auch eine vorgeschichtliche Siedlung, die um das Jahr 250 blühte. Der Ort wurde zuerst in der Mitte der 1960er Jahre ergraben. Es ist der namensgebende Fundort für die sogenannte Kwale Ware und einer damit verbundenen Kulturgruppe, die sich an verschiedenen Fundplätzen an der Ostküste Afrikas fand. Es handelt sich um die frühste eisenzeitliche Kultur dieser Gegend.